# Tamatsu Maru
Die Tamatsu Maru (japanisch 玉津丸) war ein Depotschiff (Tender) für Landungsboote des Kaiserlich Japanischen Heeres, das im Zweiten Weltkrieg zum Einsatz kam.

## Allgemeines
Die spätere Tamatsu Maru wurde am 4. November 1942 als Kriegs-Standardschiff der M-Klasse für die Mitsui Lines auf der Mitsui Werft in Tamano auf Kiel gelegt. Noch während des Baus wurde das Schiff vom Kaiserlich Japanischen Heer requiriert und zu einem Landungsboot-Depotschiff umgebaut. Der Stapellauf erfolgte am 18. August 1943 und die Indienststellung am 20. Januar 1944.
Als Depotschiff war die Mayasan Maru mit einem Flugdeck über dem Achterschiff, aber ohne Hangar ausgestattet und führte 20 Daihatsu-Landungsboote mit sich. Zur Flugabwehr war es mit sechs 7,5-cm-Geschützen Typ 88 und zwanzig 13,2-mm Maschinengewehren Typ 93 ausgerüstet. Ihr Schwesterschiff war die Mayasan Maru.
Im August 1944 befand sich das Schiff im Geleitzug Hi-71 mit Soldaten und Waffen auf der Reise von Südkorea zu den Philippinen, wo die an Bord befindlichen Soldaten die dort stationierten japanischen Truppen verstärken sollten. Am 17. August setzte sich der Konvoi zur letzten Etappe von Mako nach Manila in Fahrt und am 19. August teilte sich der Konvoi aufgrund eines schweren Schlechtwetters in zwei Teile. Am Morgen des 19. August torpedierte das amerikanische U-Boot USS Spadefish unter dem Kommando von Lieutenant Commander Gordon W. Underwood die Tamatsu Maru und versenkte das Schiff auf Position 17° 34′ N, 119° 24′ O, wobei 4.755 japanische Soldaten und 135 Mann Besatzung starben. Erst am Nachmittag trafen Begleitschiffe des Konvois am Unglücksort ein, entdeckten aber nur noch Trümmer und etwa 2.000 treibende Leichen.